# Bernd Franke
Bernd Franke (Bliesen, Protectorado del Sarre, 12 de febrero de 1948) es un exfutbolista y exentrenador de tenis alemán. En su etapa como jugador profesional se desempeñaba como guardameta.
Durante un tiempo, fue entrenador de la tenista alemana Kristina Barrois.

## Selección nacional
Fue internacional con la selección de Alemania Federal en 7 ocasiones. Formó parte de la selección de la Copa del Mundo de 1982, pese a no haber jugado en ninguno de los partidos.

### Participaciones en Copas del Mundo
| Mundial              | Sede   | Resultado  | Partidos | Goles |
| -------------------- | ------ | ---------- | -------- | ----- |
| Copa Mundial de 1982 | España | Subcampeón | 0        | 0     |

### Participaciones en Juegos Olímpicos
| Olimpiada | Sede        | Resultado        | Partidos | Goles |
| --------- | ----------- | ---------------- | -------- | ----- |
| JJOO 1984 | Los Ángeles | Cuartos de final | 4        | 0     |

## Clubes
| Club                | País             | Año       |
| ------------------- | ---------------- | --------- |
| Saar 05 Saarbrücken | Alemania Federal | ¿-1969    |
| Fortuna Düsseldorf  | Alemania Federal | 1969-1971 |
| Eintracht Brunswick | Alemania Federal | 1971-1985 |

## Palmarés

### Campeonatos nacionales
| Título            | Club                | País             | Año  |
| ----------------- | ------------------- | ---------------- | ---- |
| Regionalliga Nord | Eintracht Brunswick | Alemania Federal | 1974 |